# Маккенна, Малколм
Малколм Маккенна (англ. Malcolm Carnegie McKenna, 1930—2008) — американский палеонтолог позвоночных животных.

## Биография
Маккенна учился в Помонском колледже, затем в Калифорнийском технологическом институте и в Калифорнийском университете в Беркли, где в 1954 году получил степень бакалавра, а в 1958 году получил учёную степень кандидата наук по палеонтологии. С 1960 года он был сначала ассистентом-куратором, а с 1968 года куратором отдела палеонтологии позвоночных животных в Американском музее естественной истории. Кроме того, с 1972 года он был профессором в Колумбийском университете. В 2000 году он вышел на пенсию.
Маккенна был ведущим специалистом по систематике млекопитающих, по которой он вместе со Сьюзан Белл написал фундаментальный труд. Одной из его наиболее значительных заслуг за время работы в Американском музее естественной истории стало то, что с 1991 года вновь начали проводиться экспедиции в пустыню Гоби. Маккенна  принимал в них участие в поисках ископаемых млекопитающих из мезозоя. До этого подобные экспедиции не проводились со времён Роя Чепмена Эндрюса в 1920-е годы. В течение последних лет жизни Маккенна занимался вопросом, как млекопитающие пережили массовое вымирание из-за падения астероидов на границе мелового и третичного периодов.
В 2001 году он получил медаль имени Алфреда Ромера от Общества палеонтологии позвоночных.
С 1953 года Маккенна состоял в браке с Присциллой Маккенна. В этом браке у них родилось трое сыновей и одна дочь. Жена Малколма сопровождала его в различных экспедициях и была мэром города Энглвуд в Нью-Джерси, в котором они жили. Отец Малколма был одним из учредителей колледжа Claremont McKenna в Калифорнии, а семью связывали родственные связи со сталепромышленным магнатом Эндрю Карнеги. Сын Малколма и Присциллы — Брюс Маккенна, писатель-сценарист.

## Труды
- Classification of Mammals above the species level, Columbia University Press 1997 (вместе с Susan K. Bell)